# Ferrières-les-Verreries
 Ferrières-les-Verreries  es una población y comuna francesa, situada en la región de Languedoc-Rosellón, departamento de Hérault, en el distrito de Montpellier y cantón de Claret.

## Demografía
| 14 | 11 | 14 | 26 | 23 | 38 |
| Para los censos de 1962 a 1999 la población legal corresponde a la población sin duplicidades (Fuente: INSEE [Consultar]) |    |    |    |    |    |